# Alberto II della Scala
Alberto II della Scala (Verona, 1306 – Verona, 13 settembre 1352) è stato un condottiero italiano.
Alberto II fu signore di Verona dal 1329 fino alla sua morte. Fu membro della famosa dinastia scaligera, casata di Verona.
Era il figlio di Alboino della Scala e di Beatrice da Correggio. Nel 1335 prese possesso di Parma e occupò Reggio consegnandola ai Gonzaga. Nel 1341 tentò, senza riuscirvi, di rovesciare la signoria gonzaghesca. Co-governò insieme al fratello Mastino II fino al 1351, in realtà fu però il fratello a mantenere il potere.
Dopo la sua morte a Verona nel 1352, fu succeduto dai figli di Mastino II.

## Discendenza
Alberto sposò Agnese, figlia di Enrico II conte di Gorizia ma non ebbero figli legittimi.
Ebbe due figlie naturali, N.N. (?-1351) e Alboina (?-1392), monaca.

## Ascendenza
|                          |                       |                         | Genitori            |  |  | Nonni |  |  | Bisnonni             |  |  | Trisnonni |  |
|                          |                       |                         |                     |  |  |       |  |  | Jacopino della Scala |  |  | …         |  |
|                          |                       |                         |                     |  |  |       |  |  | Jacopino della Scala |  |  | …         |  |
|                          |                       | …                       |                     |  |  |       |  |  | Jacopino della Scala |  |  |           |  |
| Alberto I della Scala    |                       |                         |                     |  |  |       |  |  | Jacopino della Scala |  |  |           |  |
|                          |                       | Elisa Superbi           | …                   |  |  |       |  |  |                      |  |  |           |  |
|                          |                       | Elisa Superbi           | …                   |  |  |       |  |  |                      |  |  |           |  |
|                          |                       | Elisa Superbi           | …                   |  |  |       |  |  |                      |  |  |           |  |
| Alboino della Scala      |                       | Elisa Superbi           |                     |  |  |       |  |  |                      |  |  |           |  |
|                          |                       | …                       | …                   |  |  |       |  |  |                      |  |  |           |  |
|                          |                       | …                       | …                   |  |  |       |  |  |                      |  |  |           |  |
|                          |                       | …                       | …                   |  |  |       |  |  |                      |  |  |           |  |
| Verde di Salizzole       |                       | …                       |                     |  |  |       |  |  |                      |  |  |           |  |
|                          |                       | …                       | …                   |  |  |       |  |  |                      |  |  |           |  |
|                          |                       | …                       | …                   |  |  |       |  |  |                      |  |  |           |  |
|                          |                       | …                       | …                   |  |  |       |  |  |                      |  |  |           |  |
| Alberto II della Scala   |                       | …                       |                     |  |  |       |  |  |                      |  |  |           |  |
|                          | Guido II da Correggio | Gherardo V da Correggio |                     |  |  |       |  |  |                      |  |  |           |  |
|                          | Guido II da Correggio | Gherardo V da Correggio |                     |  |  |       |  |  |                      |  |  |           |  |
|                          | Guido II da Correggio | Adelasia Rossi          |                     |  |  |       |  |  |                      |  |  |           |  |
| Giberto III da Correggio | Guido II da Correggio |                         |                     |  |  |       |  |  |                      |  |  |           |  |
|                          |                       | Mabilia della Gente     | Giberto della Gente |  |  |       |  |  |                      |  |  |           |  |
|                          |                       | Mabilia della Gente     | Giberto della Gente |  |  |       |  |  |                      |  |  |           |  |
|                          |                       | Mabilia della Gente     | …                   |  |  |       |  |  |                      |  |  |           |  |
| Beatrice da Correggio    |                       | Mabilia della Gente     |                     |  |  |       |  |  |                      |  |  |           |  |
|                          |                       | Malaspina Mulazzo       | …                   |  |  |       |  |  |                      |  |  |           |  |
|                          |                       | Malaspina Mulazzo       | …                   |  |  |       |  |  |                      |  |  |           |  |
|                          |                       | Malaspina Mulazzo       | …                   |  |  |       |  |  |                      |  |  |           |  |
| Elena Malaspina          |                       | Malaspina Mulazzo       |                     |  |  |       |  |  |                      |  |  |           |  |
|                          |                       | …                       | …                   |  |  |       |  |  |                      |  |  |           |  |
|                          |                       | …                       | …                   |  |  |       |  |  |                      |  |  |           |  |
|                          |                       | …                       | …                   |  |  |       |  |  |                      |  |  |           |  |
|                          |                       | …                       |                     |  |  |       |  |  |                      |  |  |           |  |